# Крещение и похороны кукушки

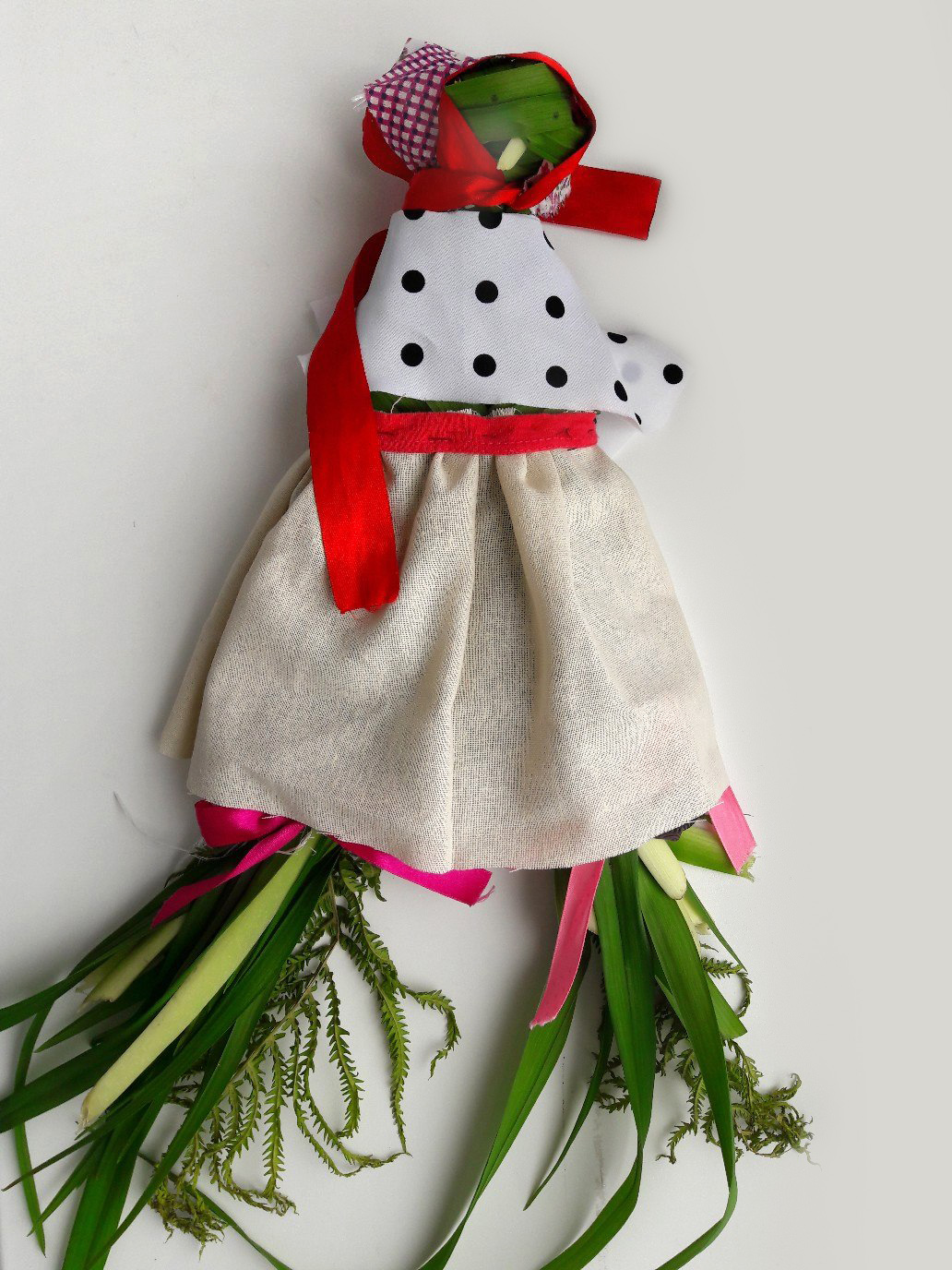
«Кукушка» села Шелаево Валуйского района Белгородской области.

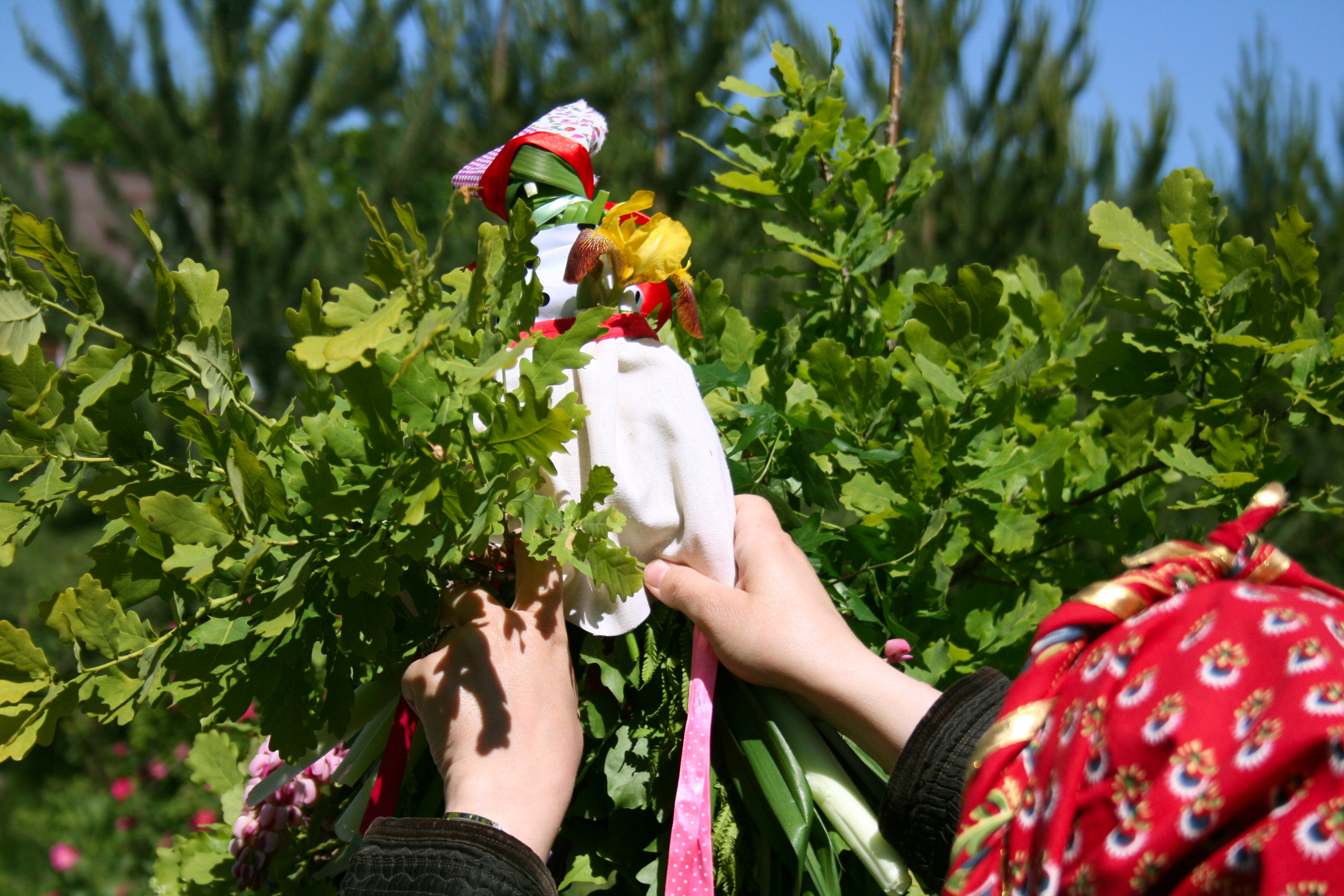
Размещение «кукушки» на троицком дереве.

Крещение и похороны кукушки (крещение кукушки, похороны кукушки, кукушкины похороны) — южнорусский женский весенний обряд. Во время обряда изготавливалась ритуальная кукла, называемая кукушкой, совершалось её символическое «крещение» и «похороны». Обряд был распространён на территории Калужской, Орловской, Тульской, Курской, Брянской, Белгородской областей. Общая символика кукушки связана с женским началом, потусторонним миром, обликом души.

## Описание обряда
Обряд заключался в торжественном, с плачем и песнями, погребении «кукушки» — нарядно украшенной антропо- или орнитоморфной куколки (обычно сделанной из травы «кукушкины слёзки») и сопровождался кумлением, гаданиями и ритуальной трапезой. Через определённый промежуток времени участницы обряда возвращались на место погребения и «вырывали» кукушку обратно, опять же со специальными ритуальными песнями, за чем следовало «раскумление». 
В села Вышние Пены Белгородской области в саду «кукушку» сажали на яблоню и под ней кумились. По окончании обряда и трапезы «кукушку» разбирали – расшивали ленты и забирали их себе, а ветку-основу оставляли на чердаке.
В селе Тимоново Белгородской области «кукушку» несли на лугу или в сад и сажали на дерево в листву, чтобы никто не нашёл, и оставляли там до Троицы. После Троицы её снимали с ветки, считая, что разоряют кукушкино гнездо. Затем обе кумы шли к колодцу, бросали в него кукушку и ждали того, кто в ведре с водой достанет кукушку. По обычаю, вынутую кукушку не выбрасывали, а сажали на колодец.
В селе Колосково Белгородской области общую «кукушку» делали лоскутов или из болотной травы кугина, наряжали в платье и платочек. После кумления «кукушку» хоронили — прятали в ветвях деревьев или закапывали в землю. На Троицу девушки вновь собирались и шли к дубу, где отрывали кукушку, возвращали друг другу платья и несли чучело к реке. У реки каждая девушка плела себе там кукушку из куги в виде девичьей косы. Для общей кукушки делали плотик из травы и спускали на плоту на воду. Вслед за общей куклой каждая из участниц бросала свою кукушку, сплетенную из травы.
Участвовали в погребении «кукушки», как правило, только девушки; более того, в некоторых областях особо подчёркивалась необходимость держать время и место проведения обряда в строгой тайне от юношей, а наряд самой «кукушки» имитировал погребальное одеяние покойницы, умершей в девичестве. 
Наиболее распространенные сроки проведения обряда — Вознесеньев день — Троицын день; действия начального этапа приходились также на второе, третье, четвёртое, пятое, шестое воскресенья по Пасхе, второй понедельник после Пасхи, Николин день, Троицу, Духов день, заключительного — на Духов день, вторник после Духова дня, День Всех Святых, Петров день.
У гуцулов по окончании Петровского поста совершалось кумление парней и девушек, в то время, когда кукушка перестаёт куковать (ср. «Кукушка на Петров день подавилась мандрыкой»).
Различными исследователями трактуется как обряд вызывания дождя, аграрный «похоронный» ритуал, аналогичный «похоронам Костромы», инициационный половозрастной ритуал и так далее.

## Образ кукушки
Фигурку «кукушки», изготовленную из растений, одевали в девичий сарафан, повязывали голову платком, чаще чёрным, как вдову (калуж.). Иногда делали парные куклы — «мужскую» и «женскую»: кукушку одевали, как невесту, а кукуна, как жениха (белгород.).
Кукушка воспринималась как вдова или незамужняя девушка, которую нужно выдать замуж. Сам обряд похорон кукушки был схож с похоронами «заложных покойников».

### Рекомендуемая литература
- Кедрина Р. Е. Обряд «крещения» и «похорон кукушки» в связи с народным кумовством. // Этнографическое обозрение 1–2 (1912): 92–93.
- Русанова Н. Обряд «крещения и похорон кукушки» в Белгородской области // Фольклор и литература: проблемы изучения. Сборник статей. — Воронеж: Воронежский государственный университет, 2001. — С. 238–244.
- Смирнов В. А. Обряд «крещения» и «похорон кукушки» и купальская обрядовая поэзия восточных славян. // Русский фольклор 20 (1981): 62–70.